# 8425 Zirankexuejijin
8425 Zirankexuejijin este un asteroid din centura principală de asteroizi.

## Descriere
8425 Zirankexuejijin este un asteroid din centura principală de asteroizi. A fost descoperit pe 14 februarie 1997 la Xinglong în cadrul programului Beijing Schmidt CCD Asteroid Program. Asteroidul prezintă o orbită caracterizată de o semiaxă mare de 2,26 ua, o excentricitate de 0,07 și o înclinație de 3,7° în raport cu ecliptica.